# 李莫愁
李莫愁（り ばくしゅう、拼音: Lǐ Mòchóu）は、金庸の武俠小説『神鵰剣俠』に登場する架空の人物。赤練仙子と呼ばれる美貌の道姑。主人公・楊過の師伯にあたるが、楊過たちを亡き者にしようと悪辣な手を使い対立した。しかし、性格的に歪んでしまったのはつらい失恋を経験したため。その一生は「莫愁」（うれいなし）という名前に反して、決して幸せなものではなかった。

## 略歴
卓越した内功により、30歳を超えても未だ20歳ころにしか見えない容姿をしている。20歳ころ、思いを寄せていた陸展元が自分でなく何沅君と結婚してしまったため、この世の全ての男を恨むことになる。当然のように何沅君を殺そうとするが、少林寺の高僧のとりなしを受け、10年は陸夫婦に手出しをしないことを約束する。この間に出家して道姑（道教の尼。剃髪はしない）となり江湖をさすらうが、道場主の姓が「何」であるという理由だけで高名な武門に属する人間を皆殺しにしたり、沅江では恋敵である何沅君に使われている、「沅」の字が看板に出ているのが気に食わない、という理由で船宿を63件も廃業に追い込んだりと、やつあたりを繰り返していた。
しかし10年後、すでに陸夫婦が李莫愁とは関係なく死んでいることを知ると、やり場のない怒りを発散するため陸の弟夫婦を襲撃。郭靖らの妨害を受けつつ、陸無双を誘拐して退散した。
自身がこのような失恋を経験したため、この世の男は全て不誠実なものだと考え、憎み抜いている。それでも、小龍女のために命すら惜しまない楊過らの関係には一種の嫉妬めいた感情を持っており、またこれが小龍女への逆恨みとともに楊過に対立する原因にもなっている。

## 楊過らとの争い
李莫愁は古墓で武術を習ったが、一生を古墓で過ごさなければならない掟を嫌ったことから来る行いの悪さによって破門を受けていた。そのため、「玉女心経」を習得しておらず、妹弟子の小龍女が師父から特別扱いされていたと逆恨みをし、師父の亡き後、たびたび小龍女とその弟子の楊過を襲っている。この時点で李莫愁の武術は楊過らよりも上であり、幾度も楊過らを苦しめた。
中盤、郭靖・黄蓉の娘の郭襄を楊過・小龍女の間の赤子だと誤解すると、当初はこれを誘拐し、小龍女から「玉女心経」をゆすりとろうと計画。しかし、赤子のあどけない姿を見て徐々に変わり始め、山に引き込もり、郭襄をあやすのを楽しみに生活し始めた。
しかし、郭襄を楊過に取り戻されてから再び江湖に戻り、最終的には絶情谷で情花の毒にあたり、毒の発作により死亡した。

## 死後
李莫愁の死から16年後に弟子であった陸無双は自身も小龍女に対して一途な想いを向けている楊過への恋が失恋に終わったことに未だに傷が残っており、当時の自分は李莫愁が伯父である陸展元への失恋やそれに対する気持ちを考えることができずに非常に幼かったと、李莫愁を回想している。

## 交友関係
特に親しい友人などはおらず、師弟関係も相当殺伐としている。師父に対しては小龍女のみをひいきして玉女心経を与えたと考え逆恨みしている。
洪凌波（こう りょうは）
幼いころから李莫愁が親代わりに育てた弟子。絶情谷において情花の毒から逃れるため、李莫愁によって身代わりに殺害された。李莫愁との信頼関係は薄かったようであるが、妹弟子の陸無双を哀れみ、親切にするなどの優しさを見せていた。アニメ『コンドルヒーロー』では、洪凌波が李莫愁を出し抜いて「玉女心経」を得ようとするエピソードなどが見られるとともに、陸無双に対して情を見せるシーンも削られていた。
陸無双（りく むそう）
2番目の弟子。李莫愁が以前恋をした陸展元の姪。本来は殺そうとして誘拐した。その後、陸無双が記憶を失ったふりをしていたために殺さずに育てていたが、武術は教えていなかった。陸無双も李莫愁を尊敬することはまったくなく、「五毒神経」を奪って逃亡している。

## 武功
古墓派の第3世代であり、小龍女の姉弟子。なお、もともと彼女の学んだ門派は歴史が浅く、他流との付き合いもなかったために名前がなく、「古墓派」という名前は李莫愁が考案したものである。のち、小龍女らも便宜的にこれを名乗るようになった。
師父から古墓派の奥義である「玉女心経」を指導されなかったため、この「玉女心経」に対し非常に執着し、なんとしてでも会得しようと躍起になっていた。もっとも物語半ばまでは、李莫愁の強さは「玉女心経」を習得済みの楊過らを圧倒していた。
得意技は赤練神掌。また、毒物の扱いを得意とし、冰魄銀針の威力はただ触れただけでも体に毒が回るという恐るべき威力を誇る。他に武器としては払子を多用する。この払子は軽々と人間の頭を砕く程度の破壊力がある。これを攻略するため、楊過らは作中で巨大なハサミを鋳造した（ただし、李莫愁に対して使用されることはなかった）。